# Storöringtjärnen (Åsarne socken, Jämtland, 695862-138190)
Storöringtjärnen är en sjö i Bergs kommun i Jämtland och ingår i Ljungans huvudavrinningsområde.